# Le Val-David
Le Val-David è un comune francese di 773 abitanti situato nel dipartimento dell'Eure nella regione della Normandia.

## Società

### Evoluzione demografica
Abitanti censiti